# Permanent Erection
Permanent Erection – trzeci album studyjny polskiej heavymetalowej grupy Anti Tank Nun. Wydawnictwo ukazało się 19 maja 2017 roku nakładem wytwórni Metal Mind Productions.

## Lista utworów
1. „Fuck....” - 3:58
2. „Booze” - 4:55
3. „Hitler Kaput” - 3:17
4. „Invitation To Suicide” - 3:47
5. „Every Single Morning” - 3:19
6. „Regular Madness” - 3:54
7. „The God Father” - 3:13
8. „Pain In My Ass” - 3:14
9. „The Waste Land” - 4:53

## Twórcy
| Zespół Anti Tank Nun w składzie - Tomasz „Titus” Pukacki – wokal prowadzący, gitara basowa - Max Alex Pukacki – gitara basowa - Igor „Iggy” Gwadera – gitara - Bogumił „Mr. Bo” Krakowski – perkusja |